# Твенте
52°19′18″ пн. ш. 6°46′13″ сх. д. / 52.321667° пн. ш. 6.770278° сх. д.
Твенте (ниж. саксон. Tweante, Twente) — регіон на сході Нідерландів, що включає східну частину провінції Оверейсел. Мешканців називають Твентенарен або (неофіційно) Туккери. На заході та півночі вона межує з регіоном Салланд, який також є Оверейселом (де Реґґе поблизу Нійвердала утворює кордон), на півдні з Ахтергуком (провінція Гелдерланд), на південному сході з німецьким районом Боркен та в на схід і північ на також німецькому Grafschaft Bentheim, де Dinkel вважається природним кордоном.
У старих письменах Twente можна зустріти послідовно як Tuianti (797), Tueanti (799), Thuehenti (851), Tuente (11 століття) і, нарешті, Twente або Twenthe. На сьогодні існує дві теорії походження цієї назви. Перший і найстаріший датується 16 століттям, коли Твенте було ідентифіковано як житловий район германського племені тубантен, відомого з римської античності. Друга теорія заснована на подібності імен Твенте і Дренте. Так само, як ім'я Дренте походить від числа три, вважається, що Твенте походить від слова два. До одинадцятого чи дванадцятого століття провінції Дренте і Твенте все ще межували одна з одною.